# So ist Paris (2008)
So ist Paris ist ein französischer Spielfilm aus dem Jahr 2008. Regie führte Cédric Klapisch, der auch das Drehbuch schrieb (und im Albtraum des Architekten Philippe als Mann auf dem Dach auftritt). Im Mittelpunkt stehen nicht wie in vielen anderen Paris-Filmen Schöne, Reiche, Intellektuelle und Snobs, sondern kleine Überlebenskämpfer und seelisch versehrte Gestalten im Alter über 30.

## Handlung
Pierre, ein junger Tänzer, erfährt von seinem Arzt, dass er an einem schweren Herzfehler leidet; vermutlich könne ihm nur eine Herztransplantation das Leben retten. Während er auf ein Spenderorgan wartet, zieht seine Schwester, die alleinerziehende Sozialarbeiterin Elise, mit ihren drei Kindern zu ihm in die Wohnung, um ihn zu unterstützen und seine Einsamkeit zu lindern. Hauptzeitvertreib des geschwächten und auch leicht depressiven Pierre ist es, vom Balkon seiner Wohnung aus die Nachbarn und Passanten zu beobachten und sich Geschichten zu ihnen auszudenken.
Der Film, der im Stil an Robert Altmans Short Cuts erinnert, aber auch die narrative Tradition eines Honoré de Balzac aufgreift, vollzieht diese Geschichten nach, indem er sich episodenhaft an einzelne Figuren heftet und deren Tagesablauf eine Zeitlang mitverfolgt. Die Erzählstränge überlagern sich gelegentlich, manche führen auch nahtlos ineinander, insgesamt ist die Perspektive eine Huldigung der kleinen und großen Dramatik des Alltagslebens ganz unterschiedlicher Menschen – und natürlich der Stadt, in der sich diese Leben abspielen: Paris. Es ist ein Film über Liebe, familiäre Bindungen, Einsamkeit und Mitgefühl, der die Schicksale der handelnden Personen auf unerwartete Weise zusammenführt.

## Kritiken

### Schwerpunkte der Kritik
Die deutsche Kritik steht Klapischs Film tendenziell erfreut gegenüber. Er erzähle ohne Hektik, fokussiere auf das Gewöhnliche und zeige das Fremde im Vertrauten. Im vielschichtigen Kaleidoskop, im „wehmütigen Reigen“ stellte er Geschichten und Orte virtuos dar, mit Humor und ehrlicher Romantik. Der Film sei charmant und zärtlich; „selbst wenn die Geschichten das Klischee streifen, spürt man die Liebe für die Menschen“. Klapisch habe ein feines Gespür für die großen dramatischen Momente in den Leben seiner Figuren und erzähle das Klischeemotiv vom Professor, der eine Affäre mit einer Studentin hat, behutsam wie filmisches Neuland. Es gäbe interessante soziale Schichten zu entdecken und die proletarischen unter den Figuren hätten Tiefe. Ergebnis sei „ein amüsantes und trauriges Potpourri.“ Klapisch beherrsche wie kein anderer auf der Welt das Genre des episodischen Films, doch die Dialoge kämen nicht an die treffend bösartigen aus seinem Un air de famille (1996) heran.
Vergleichsweise wenig Erwähnung erfahren in den Kritiken die Schauspieler. Sie schienen sich bei Klapisch wohl zu fühlen, und anders als die deutschen wirkten französische Darsteller natürlich, wenn sie einfache Leute spielen. Romain Duris erweise sich als vielseitiger „Großschauspieler“, und in Juliette Binoche könne man sich wieder verlieben, meinte der Rezensent der taz. Auch das Hamburger Abendblatt hält sie für einen Lichtblick innerhalb des Films. Die Welt findet, Fabrice Luchini bringe als Professor wunderbar die Tragikomik eines älteren Weisen rüber, der sich in ein junges Mädchen verliebt.
Einerseits hieß es, die Geschichten der Figuren seien miteinander verflochten, ohne dass diese es immer wissen. Ein anderer Teil der Kritik fand, das Erzählmodell des Ensemblefilms, in dem einzelne Figuren nicht besonders originell zu sein brauchen, weil sie als Ganzes Schwere erlangen, sei ein erschöpftes. Mehrere Kritiker stellten fest, die Figuren und ihre Schicksale seien zum Teil zu knapp gezeichnet, ihre Verbindungen untereinander seien zu schwach und wirkten zufällig. Auch seien einige Geschichten entbehrlich, zu beliebig und zu undramatisch. Insbesondere der Erzählstrang um den afrikanischen Einwanderer wirke „angeklatscht“. Klapisch strebe, wie schon der Titel verrate, ambitiös das Porträt einer Metropole an, wobei die Addition der Einzelgeschichten zu einem Ganzen gar nicht vorgesehen sei. Ein Kritiker fand, Klapisch suche die „hinlänglich bekannten Wahrzeichen“ von Paris auf. Andere erkannten, dass das Paris der Postkartenbilder als Kontrast zu den gewöhnlichen Normalbürgern funktioniere, die im Vordergrund stehen. Er mische bekannte Paris-Motive mit unverbrauchten Winkeln zu pittoresker Eintracht und gewinne der vielfotografierten Stadt neue, nicht schon tausendfach gesehene Ansichten ab. Er verkläre die Stadt nicht, und wo er die bekannten Paris-Klischees zeigt, ironisiere er sie.

### Kritikenspiegel
Positiv
- Stuttgarter Zeitung, 17. Juli 2008, S. 36, von Thomas Klingenmaier: Virtuose Jonglage mit Menschen und Orten
(beherrschte Inszenierung einzelner Geschichten und Orte, frischer Blick aufs Gewöhnliche)
- Daniela Sannwald: Fünf Mal Leben. In: Tagesspiegel. 17. Juli 2008 (Online).
(charmant; gewinne dem oft abgefilmten Paris neue Aspekte ab)
- taz, 17. Juli 2008, S. 17, von Jochen Schmidt: Dieser Film hat viele Augen
(kleinere Schwächen verzeihlich; mit Liebe zu den Menschen erzählt, überzeugend gespielt)
- Die Welt, 17. Juli 2008, S. 25, von Matthias Heine: Baudelaire zum Anbaggern
(begeistert; Genre beherrscht inszeniert, zeige neue Seiten von Paris, gelungene Figuren)

Eher positiv
- Cinema Nr. 8/ 2008, S. 31, Kritik von Karl-Heinz Schäfer
(halb erhobener Daumen; „auf ehrliche Weise romantisch“)
- film-dienst Nr. 15/2008, fd 38 805, S. 20, von Margret Köhler
(amüsant-trauriges, vielschichtiges Paris-Porträt)
- Ray Nr. 7+8/2008, S. 86, von Walter Gasperi
(charmant zwischen Komik und Schwermut, Ensemble spielt mit Lust)

Gemischt
- Frankfurter Rundschau, 17. Juli 2008, S. 32, von Gerhard Midding: Neues von der ausgedienten Insel
- Hamburger Abendblatt, 17. Juli 2008, S. 9, von Volker Behrens: Vom Lieben und Leiden an der Seine
(manche starke Momente und faszinierende Binoche, aber als Ganzes unausgewogen)